# Eurillas
Eurillas és un dels gèneres d'ocells, de la família dels picnonòtids (Pycnonotidae).

## Llistat d'espècies
Segons el Congrés Ornitològic Internacional (versió 13.2, 2023), aquest gènere conté 5 espècies:
- Eurillas ansorgei - bulbul verdós d'Ansorge.
- Eurillas curvirostris - bulbul verdós beccorbat.
- Eurillas gracilis - bulbul verdós gràcil.
- Eurillas latirostris - bulbul verdós bigotut.
- Eurillas virens - bulbul verdós menut.